# 今井康之
今井 康之（いまい やすゆき、1955年 - ）は、日本の薬学者（免疫学・糖鎖生物学・生化学）。学位は薬学博士（東京大学・1982年）。静岡県立大学学長（第8代）・静岡県立大学短期大学部学長（第8代）・静岡県公立大学法人理事長（第5代）。
日本学術振興会奨励研究員、東京大学薬学部助手、カリフォルニア大学サンフランシスコ校医学部博士研究員、東京大学大学院薬学系研究科助教授、静岡県立大学薬学部教授、静岡県立大学大学院薬学研究科研究科長、静岡県立大学薬学部学部長、静岡県立大学副学長、静岡県公立大学法人理事などを歴任した。

## 概要
免疫学、糖鎖生物学、生化学を専攻する薬学者である。粘膜の免疫機構の研究などで知られている。日本学術振興会の奨励研究員を経て、東京大学で教鞭を執ったのち、カリフォルニア大学サンフランシスコ校で研究に従事し、静岡県立大学にて教鞭を執った。静岡県立大学では副学長や学長を歴任した。

## 来歴

### 生い立ち
1955年（昭和30年）に生まれる。東京大学薬学部薬学科にて薬学を学び、1977年（昭和52年）3月に卒業した。同大学の大学院に進学し、薬学系研究科生命薬学専攻で学んだ。1982年（昭和57年）3月に博士課程を修了し、薬学博士を授与された。論文名は「自己免疫疾患の発症メカニズムの研究」。

### 薬学者として
大学院修了後、1982年（昭和57年）4月より日本学術振興会の奨励研究員を務めた。1983年（昭和58年）2月、東京大学の薬学部にて教務職員として採用された。1985年（昭和60年）5月より助手として教鞭を取った。その後、アメリカ合衆国に渡り、1989年（平成元年）4月から1992年（平成4年）3月までカリフォルニア大学サンフランシスコ校医学部にて博士研究員を務めた。帰国後は東京大学に戻り、1997年（平成9年）より大学院薬学系研究科にて助教授を務めた。なお、同年4月より薬学部の助教授も兼務した。
東京大学から静岡県立大学に転じ、1998年（平成10年）6月より薬学部にて教授を務めた。大学院薬学研究科でも教授を兼務し、2007年（平成19年）4月から2011年（平成23年）にかけて研究科長も務めた。静岡県立大学の「健康長寿科学教育研究の戦略的新展開」プロジェクトがグローバルCOEプログラムに採択されると、2009年（平成21年）4月から2011年（平成23年）まで「グローバルCOE拠点リーダー」に就任した。また、2011年（平成23年）10月から2013年（平成25年）にかけて静岡県立大学薬学部の学部長を務めている。また、2013年（平成25年）4月から2015年（平成27年）まで学長補佐を兼務した。2015年（平成27年）4月には静岡県立大学の副学長に就任した。また、同大学を設置・運営する県と同名の公立大学法人においては、同年4月より理事を兼任した。他の教育・研究機関の役職も兼任していた。2003年（平成15年）にはカリフォルニア大学サンフランシスコ校医学部にて客員教授を兼任した。また、2017年（平成29年）4月から2022年（令和4年）3月まで浙江省医学科学院の客員教授を兼任していた。2020年（令和2年）3月31日、定年により静岡県立大学の教授を退いた。
定年退職後も2020年（令和2年）4月1日より静岡県立大学の特任教授として教鞭を執った。また、2023年（令和5年）4月より杭州医学院の客員教授を兼任していた。2024年（令和6年）4月に静岡県立大学の学長、および、短期大学部の学長に就任した。また、大学を設置・運営する公立大学法人においては理事長を兼任した。

## 研究
専門は薬学であり、免疫学、糖鎖生物学、生化学といった分野を中心に研究活動を行っている。免疫学に関しては、粘膜免疫機構の研究業績が知られている。グローバルCOEプログラムに採択された静岡県立大学の「健康長寿科学教育研究の戦略的新展開」プロジェクトでも、今井は「病原細菌に対する粘膜免疫の研究と免疫治療」の研究に取り組んでいる。また、化学物質に起因するアレルギー反応や接触過敏症、化学物質過敏症といった免疫の過剰反応の研究にも取り組んだ。

## 略歴
- 1955年 - 誕生[5][6]。
- 1977年 - 東京大学薬学部卒業[4][7]。
- 1982年 - 東京大学大学院薬学系研究科博士課程修了[4][7]。
- 1982年 - 日本学術振興会奨励研究員[3][4]。
- 1983年 - 東京大学薬学部教務職員[3][4]。
- 1985年 - 東京大学薬学部助手[3][4]。
- 1989年 - カリフォルニア大学サンフランシスコ校医学部博士研究員[4]。
- 1997年 - 東京大学大学院薬学系研究科助教授[3]。
- 1997年 - 東京大学薬学部助教授[4]。
- 1998年 - 静岡県立大学薬学部教授[3][4]。
- 1998年 - 静岡県立大学大学院薬学研究科教授。
- 2003年 - カリフォルニア大学サンフランシスコ校医学部客員教授[4]。
- 2007年 - 静岡県立大学大学院薬学研究科研究科長[4]。
- 2011年 - 静岡県立大学薬学部学部長[3][4][13]。
- 2012年 - 静岡県立大学大学院薬学研究院教授。
- 2013年 - 静岡県立大学学長補佐[3][4]。
- 2015年 - 静岡県立大学副学長[3][4]。
- 2015年 - 静岡県理事[3][4]。
- 2017年 - 浙江省医学科学院客員教授[4]。
- 2020年 - 静岡県立大学定年退職。
- 2020年 - 静岡県立大学薬学部特任教授[4]。
- 2020年 - 静岡県立大学大学院薬学研究院特任教授。
- 2023年 - 杭州医学院客員教授[4]。
- 2024年 - 静岡県立大学学長[10][11]。
- 2024年 - 静岡県立大学短期大学部学長。
- 2024年 - 静岡県理事長[10][11]。

## 著作

### 編纂
- 今井康之・増澤俊幸編集『微生物学――病原微生物の基礎』改訂6版、南江堂、2011年。ISBN 9784524403011
- 今井康之編集『薬学領域のコア免疫学』廣川書店、2013年。ISBN 9784567530309
- 今井康之・増澤俊幸編集『微生物学――病原微生物と治療薬』改訂7版、南江堂、2016年。ISBN 9784524403257
- 今井康之・増澤俊幸編集『微生物学――病原微生物と治療薬』改訂8版、南江堂、2021年。ISBN 9784524403783

### 翻訳
- D・M・ワイア・J・スチュワート著、大沢利昭・小浪悠紀子・今井康之訳『免疫学概説』共立出版、1999年。ISBN 4320061292
- Jeffrey K. Actor著、大沢利昭・今井康之訳『免疫学・微生物学』東京化学同人、2010年。ISBN 9784807916412

### 寄稿
- 大沢利昭編『細胞認識と動物レクチン』講談社、1982年。ISBN 4061394797
- 静岡新聞社編『人間といのち――ヘルスサイエンス――静岡県立大学公開講座』静岡新聞社、2002年。ISBN 4783803196
- 日本薬学会編『生命体の成り立ち』東京化学同人、2005年。ISBN 978-4807914579
- 日本薬学会編『生体防御』東京化学同人、2006年。ISBN 978-4807914593
- 柳原保武・多村憲編集『微生物学――病原微生物の基礎』改訂第5版、南江堂、2006年。ISBN 978-4524402175
- 池澤宏郎編集『21世紀の考える薬学微生物学』第2版、廣川書店、2007年。ISBN 978-4567520355
- 日本薬学会編集『人体の成り立ちと生体機能の調節』東京化学同人、2015年。ISBN 9784807917099
- 日本薬学会編集『生体防御と微生物』東京化学同人、2016年。ISBN 9784807917105

### 主な論文
- 今井康之研究代表者『正常細胞およびガン細胞の交通におけるマクロファージのC型レクチンの役割』今井康之、1995年。NCID BN14856118
- 今井康之研究代表者『糖鎖認識デバイスを活用した細胞移植におけるナビゲーション法の開発』今井康之、1997年。NCID BA31184670

### 註釈
1. ↑  静岡新聞社の「今井康之ん」[11]との表記は原文ママ。